# Hypsoprora anatina
Hypsoprora anatina är en insektsart som beskrevs av Fowler. Hypsoprora anatina ingår i släktet Hypsoprora och familjen hornstritar. Inga underarter finns listade i Catalogue of Life.